# Notsodipus dalby
Notsodipus dalby is een spinnensoort uit de familie Lamponidae. De soort komt voor in het oosten van Australië.